# Waldstedt
Waldstedt ist seit 1993 ein Ortsteil der Stadt Bad Langensalza im Unstrut-Hainich-Kreis in Thüringen.

## Geografie
Das kleine Angerdorf liegt etwa fünf Kilometer westlich der Kernstadt von Bad Langensalza, zwischen Zimmern und Alterstedt, nah am Nationalpark Hainich. Die Kreisstraße 104 verbindet den Ort über die Landesstraße 1042 mit Bad Langensalza und den westlich liegenden Dörfern. Die Flur des Ortes besteht aus Wiesen, Weiden und Äckern, westlich des Ortes entspringt die Quelle Klingelbach, die bereits nach etwa zwei Kilometern in den Sumbach, einen Zufluss der Unstrut, einmündet. Der Sumberg nördlich der Ortslage und die Erhebung Warte im Osten überragen das Terrain.

## Geschichte

Waldstedt auf einer Karte von 1801

In der Flur Am Dornrain an der Straße zum Nachbarort Zimmern wurde im späten 19. Jahrhundert ein bronzezeitliches Grab freigelegt, die Funde (darunter ein Feuersteinmesser, eine Nadel aus Bronze, zwei weitere Messer) gelangten in die Sammlung des Langensalzaer Heimatforschers Hermann Gutbier.
Waldstedt wurde bereits 822–842 erstmals urkundlich erwähnt. Der Ort am Westrand des Thüringer Beckens wurde in alten Schriften auch als Kloster St. Juliana bezeichnet, er gehörte in der Frühzeit zum Grundbesitz des Klosters Homburg und gelangte zum Herrschaftsgebiet der Thüringer Landgrafen, deren Lehen die Herren von Salza angenommen hatten. Die Einwohner des Ortes waren der Pfarrei Beatae Mariae Virginis in Schönstedt zugeteilt, schon 1165 existierte in Waldstedt eine Filialkirche, die aus einer Kapelle hervorgegangen sein soll – vermutlich war diese Bestandteil des klösterlichen Frohnhofes aus der ottonischen Zeit.
Die Dorfanlage am Quellbach bestand seit dem Spätmittelalter aus etwa 30 Gehöften, die Landwirtschaft war bis zum Ende der DDR der dominierende Erwerbszweig. Der Flurname Schanzgraben an der Südseite des Ortes belegt die zeitweise Befestigung des Ortes. In Not- und Kriegszeiten wurde die Bevölkerung und das Vieh nach Langensalza verbracht. Ein im Gemeindesiegel dargestellter Wachturm – die sogenannte »Julianswarte« diente der Überwachung der Feldflur und der Altstraßen zum Hainich. Im 14. Jahrhundert wurde der Anbau von Färberwaid angeordnet, auf dem Dorfanger befindet sich der zerbrochene Mühlstein als Zeitzeuge. Wegen der geringen Wasserführung des Sumbachs waren die Bauern auf Wassermühlen an der Unstrut angewiesen. Im Nachbarort Zimmern war zeitweise eine Windmühle in Betrieb.
Die Einführung der Reformation erfolgte in Waldstedt spät, erster evangelischer Pfarrer war Melchior Engelhardt, der seinen katholischen Vorgänger Berthold Herzog im Jahr 1556 ablöste. Die erste Dorfschule entstand vor 1575 und bestand aus einem Raum neben der Wohnstube des Lehrers. Es folgten mehrere Schulneubauten als Einklassenschulen in Fachwerkbauweise. Die Schulkinder mussten ab dem Jahr 1959 in Nachbarorten eingeschult werden. Der Schülertransport stellte bis in die 1970er Jahre ein Problem dar und wurde oft mit Unterstützung der örtlichen LPG bewältigt.
Im Jahr 1634 sind Nicolaus Meder und 1693 Caspar Heinrich Hebsäcker als Studenten in den Verzeichnissen der Universität Leipzig eingeschrieben.
Unter dem Titel »Poetische Beschreibung des Dörffgens Waldstedt« erschien im Jahr 1713 in Langensalza eine 36-seitige Druckschrift, welche vom Waldstedter Pfarrer Christian Kleber (1674–1746) verfasst wurde und dem Landesherrn – Herzog Christian II. von Sachsen-Weißenfels übersand wurde, der dem Dorf Waldstedt durch eine Geldspende den Bau eines neuen Schulgebäudes ermöglichte.
Waldstedt gehörte bis 1815 zum kursächsischen Amt Langensalza und nach seiner Abtretung an Preußen von 1816 bis 1944 zum Landkreis Langensalza in der Provinz Sachsen. In der Ortsgeschichte nimmt das Lehngut die wirtschaftlich dominierende Stellung ein. In rascher Folge wurden nach dem Dreißigjährigen Krieg Bürger aus Langensalza und Landadelige mit dem Gut belehnt, im 19. Jahrhundert sitzen Pächter auf dem Gut. Mit der 1855 angeordneten Separation – auch Flurneuordnung – wurde die landwirtschaftliche Nutzfläche der Kleinbauern und der Gutswirtschaft in größere Flurstücke bei gleichzeitiger Aufgabe zahlreicher Feldwege und Heckenstreifen bewirkt.
Die schlechten Straßenverhältnisse boten mehrfach Gelegenheit zu Arbeitsbeschaffungsmaßnahmen, auch ein Löschwasserteich und ein neues Spritzenhaus wurden vor dem Jahr 1900 zur Benutzung durch die Walstedter Feuerwehr erbaut. Der Ort hatte nur wenige Großbrände zu verzeichnen. Am 10. Februar 1929 wurde in Waldstedt die Rekordtemperatur von minus 32 °C gemessen.
Die Einwohner von Waldstedt waren bis in die 1950er Jahre auf Selbstversorgung angewiesen, die Postbusse und der Kraftverkehr fuhren den Ort nicht an. Im Ort gab es keine Arztpraxis und Polizeistation.
Das Volkseigene Gut (VEG) entstand in der DDR-Zeit aus dem einstigen Lehngut, dessen letzter Vorkriegsbesitzer 1945 geflohen war und enteignet wurde. Im Volkseigenen Gut wurden neben der Planerfüllung (Vermehrung von Saatgut) und anderen landwirtschaftlichen Produkten auch Forschungsaufträge der DDR-Landwirtschafts-Institute ausgeführt. Ein selbstentwickeltes Verfahren zur Humusgewinnung durch die sogenannte „Erdmistvererdung“ wurde 1952 in der DDR propagiert und hatte auch Interessenten aus der ČSSR nach Waldstedt gelockt. Die Umstellung auf Ferkelzucht und Schweinemast wurde in der Mitte der 1950er Jahre angeordnet.
Im Mai 1958 wurde die LPG »Vor der Warthe« zunächst von vier Bauern gegründet, deren landwirtschaftliche Gesamtfläche mit 40 Hektar zu den kleinsten Genossenschaftsbetrieben in Thüringen gehörte. Noch im gleichen Jahr wurden alle Kleinbauern des Ortes zum Eintritt in die Genossenschaft genötigt, die Gesamtfläche erhöhte sich auf knapp 200 Hektar.
Am 1. Juli 1992 wurde Waldstedt in die Stadt Bad Langensalza eingemeindet.

## Ortsteilbürgermeister
Der Ortsteilbürgermeister von Waldstedt ist Christoph Müller.

## Kultur und Sehenswürdigkeiten
Bauwerke
- Die Dorfkirche St. Juliana steht auf dem Grundstück einer ehemaligen Kapelle. Nach einer Überlieferung wurde die Kapelle von einer reichen Frau, gemeint war die Vorsteherin des Klosters Homburg, gestiftet.[2] Das Kirchengebäude zeigt eine bewegte Baugeschichte, deren schriftliche Belege aber fehlen. Auf der nach dem Dreißigjährigen Krieg 1679 neu eingeweihten Kanzel verstarb der damalige Pfarrer Ursinus durch Schlaganfall. Im Jahr 1741 war die Kirche erneut baufällig, die Gesamtsumme von 500 Talern konnte die Gemeinde nicht aufbringen, daher wurde nur der Turm gesichert, das Kirchenschiff wurde nur notdürftig repariert. Im Jahr 1795 wurde die Kirchenglocke beschädigt. Erst 1873 erhielt die Kirche Ersatzglocken gegossen in Apolda von C. F. Ulrich, die man vor der Kirche in einem hölzernen Glockenturm aufhängte. 1879 wurde der Turm vom Waldstedter Friedrich Kesselring neu gebaut. Ein Denkmal zu Ehren Kesselrings steht auf dem Friedhof, aus einer Inschrift in der Nähe der Kanzel geht hervor, dass die Kirche im Jahr 1924 erneut renoviert wurde. Das Altarkreuz stammt aus dem Jahre 1680, wie aus einer Inschrift auf der Rückseite des Kreuzfußes zu entnehmen ist.

## Söhne und Töchter des Ortes
- Meinhard Quack (1904–1992), Jurist und Mitglied der Kirchenleitung der Evangelischen Kirche in Hessen und Nassau
- Johann Gottlob Schulze (1755–1834), Architekt und Gartendirektor in Potsdam